# Beto da Silva
Pour les articles homonymes, voir Silva.
Luiz Humberto da Silva Silva, couramment appelé Beto da Silva, né le 28 décembre 1996 à Lima au Pérou, est un footballeur péruvien d'origine brésilienne. Il joue au poste d'attaquant.

## Biographie

### Carrière en club
Né d'un père brésilien et d'une mère péruvienne, Beto da Silva fait ses débuts professionnels au sein du Sporting Cristal en 2013, lancé par Roberto Mosquera. Il est sacré champion du Pérou en 2014. Avec 37 matchs joués (huit buts marqués) avec le club Celeste, il s'expatrie aux Pays-Bas en 2016 pour jouer au Jong PSV (en), l'équipe réserve du PSV Eindhoven.
Il quitte cependant le PSV pour rejoindre le Grêmio au Brésil en 2017 puis est prêté à l'Argentinos Jrs. en 2018. Il part ensuite au Mexique et s'enrôle aux Tigres UANL mais il ne s'imposera jamais puisqu'il est successivement prêté en 2019 d'abord aux Lobos de la BUAP, puis au Deportivo La Corogne en Espagne.
Il rentre au Pérou et signe à l'Alianza Lima en 2020. Il est de nouveau prêté à l'Universidad César Vallejo en 2021 et 2022 avant d'y être transféré définitivement en 2023. La même année, il rejoint le FBC Melgar d'Arequipa.

### Carrière en équipe nationale
International péruvien, Beto da Silva compte huit matchs en équipe du Pérou. Il marque son seul but international le 23 mai 2016 en match amical face à Trinité-et-Tobago (victoire 4-0). La même année, il fait partie du groupe de joueurs appelés par le sélectionneur Ricardo Gareca à disputer la Copa América Centenario aux États-Unis.

## Palmarès
Sporting Cristal
- Championnat du Pérou (1) :
  - Champion : 2014.